# Carl af Klint
Carl af Klint, född 28 december 1774, död 19 juli 1840 i Stockholm, var en svensk sjömilitär.

## Biografi
af Klint var son till amiralen Eric af Klint och hans hustru Catharina Charlotta Gyllenstam. År 1783 blev han skeppsgosse, och 1784 volontärkadett i Karlskrona. År 1786 befordrades han till kadett vid kadettkåren och 1788 till fänrik vid amiralitetet och deltog då redan som fjortonåring i slaget vid Hogland och därefter i slaget vid Öland, sjöslaget vid Reval och Viborgska gatloppet.
År 1793 befordrades han till löjtnant. År 1801 utnämndes af Klint till förste adjutant på eskadern till Medelhavet under konteramiralen friherre Magnus Daniel Palmqvist. Han var även förste adjutant hos konteramiralen friherre Olof Rudolf Cederström under eskadrarna 1802 och 1803. År 1803 befordrades af Klint till kapten i flottan. af Klint utnämndes 1808 till riddare av Svärdsorden samt blev samma år överadjutant och major i flottorna.
År 1809 blev han överstelöjtnant i örlogsflottan och i generalstaben, 1821 befordrad till överste i örlogsflottan. År 1823 blev af Klint befordrad till konteramiral och blev 1825 tillförordnad kommendant i Karlskrona. År 1832 blev af Klint avdelningschef samt konungens tjänstgörande adjutant för flottan. Han utnämndes till chef över allmänna vattenbyggnader 1840 men avled samma år.
af Klint var från 1813 gift med Hedda Susanna Kihlgren, dotter till amiralitetsrådet Magnus Gabriel Kihlgren. Carl af Klint var bror till viceamiralen Gustaf af Klint samt far till Eric af Klint.

### Familj
af Klint gifte sig 22 januari 1813 på Östra Boråkra i Nättraby socken med Hedda Susanna Kihlgren (1794–1836), dotter till amiralitetsrådet Magnus Gabriel Kihlgren och Maria Christina Gahn. De fick tillsammans barnen Erik af Klint (1813–1877), översten Otto af Klint (1815–1878) och Hedvig Maria Charlotta (1817–1870) som var gift med konteramiralen Carl Magnus Ehnemarck.